# آمدئو بندتی (بازیکن فوتبال)
آمدئو بندتی (انگلیسی: Amedeo Benedetti؛ زادهٔ ۲۵ اکتبر ۱۹۹۱) بازیکن فوتبال اهل ایتالیا است.
از باشگاه‌هایی که در آن بازی کرده‌است می‌توان به باشگاه فوتبال رجینا، باشگاه فوتبال کیه‌وو ورونا، باشگاه فوتبال ارورا پرو پاتریا ۱۹۱۹، باشگاه فوتبال چیتادلا، باشگاه فوتبال آ. ث. لومتزانه، و باشگاه فوتبال پیزا اشاره کرد.